# 池萬元
池 萬元（チ・マノンまたはチ・マンウォン、1942年11月20日 - ）は、大韓民国の軍人、評論家。経営科学博士。江原道出身。本貫は忠州池氏。韓国人の「国民情緒」に反する発言により、親日などと批判を浴びている一方で、竹島問題などに対する日本側の主張に反対している。2023年1月12日、韓国大法院第3部（主審ノ・ジョンヒ大法官）は、5・18民主化運動に参加した市民は北朝鮮の特殊部隊であるとして名誉を毀損したことなどにより、池に対する懲役2年の実刑判決を確定した。

## 経歴
- 1966年 韓国陸軍士官学校第22期卒業
- 1967-71年 ベトナム戦争出征
- 1972-74年 情報本部海外情報募集将校
- 1975年 アメリカ合衆国海軍大学大学院行政科学修士
- 1976-77年 国防企画計画予算制度導入研究員
- 1980年 アメリカ合衆国海軍大学大学院経営科学博士
- 1981-87年 国防研究員責任研究委員
- 1987年 陸軍予備役大佐
- 1987-89年 アメリカ合衆国海軍大学副教授
- 1990年- 社会発展システム研究所長
- 1998-99年 ソウル市是正改革委員。国家安保政策研究所諮問委員

## 主張

### 「親日派」への糾弾について
「時局診断」2004年8月号で日帝強制占領下の親日反民族行為真相糾明に関する特別法推進に対する主張を発表。
- 反日独立運動家の金九は現代版に解釈すればウサマ・ビンラディンのような人間であり、国を経営できる人間ではない。実力が足りないながらも李承晩大統領に嫉妬した人間である[4]。
- 偉人と傑作は時代の産物であり、その時代に誕生した最も立派な偉人は朴正煕であり、その時代の傑作は維新(維新体制)だった。しかし、何の能力もないアホどもが100年前に日本に占領された時、『誰が頭が良くて日本の陸軍士官学校に行き、誰が東京帝大に行ったか調査する』と大声でわめき散らしている。金大中と盧武鉉は大韓民国の恥である[4]。
- 歴史を評価するためには何が間違っていたのかを評価すべきで、誰が間違っていたかを評価してはならない。歴史の評価は学者たちが行うもの。現在の一部の政治家たちの行動はお門違いであり越権である[4]。

### 慰安婦問題について
2005年4月ホームページ上に「慰安婦問題を解剖する」という論文を発表。
- 日本大使館前で毎週水曜に行われている抗議集会に参加する元挺身隊の女性たちは偽者である。日本の最高裁判所が確実に日本軍慰安婦だったと認めたシム・ミジャ（沈美子）さんが認める日本軍慰安婦だった女性は33人で、このうち現在デモをしている女性は1人もいなかった。テレビでよく見かける女性の場合は日本の関連団体が偽者とし保証金の支給さえ拒絶している[5]。
- 1944年がおそらく従軍慰安婦に連れて行かされた最後の時点であるはずで、当時15歳以上だったならば、現在は少なくとも78歳以上になったはず。最近、テレビで見る元慰安婦の女性の中には、それほど高齢でもなく健康も良さそうで、声に活気あふれる方もいる[6]。
- 本当の従軍慰安婦は全体の20％に過ぎず、その大半が厳しい経済事情のため自ら性売買を望んだ人だとした[6]。

韓国挺身隊問題対策協議会はこれらに対し「挺身隊の女性たちの名誉棄損と人権侵害の責任を問い、法的対応をしていく考え」との声明を発表した。2005年4月18日には、「歴史的事実を明らかにし、自分の名誉を回復するために個人的羞恥心を乗り越え勇気を振り絞って集会に参加している被害者たちの胸に再びナイフを突きつけた。日本右翼団体の論理でもって被害者と被害者たちを支援する団体の名誉まで毀損した」などとして名誉毀損でソウル中央地検に告訴した。また池萬元ホームページには抗議が相次いだ。

### 韓国について
- 東亜日報の白紙広告事件は、韓国中央情報部（KCIA）を騙った北朝鮮の工作員が広告主に圧力を掛けたものだ[8]。（後に中央情報部によるものと判明[9]）。
- 韓国軍の中には｢自生スパイ｣や｢パルチザン｣らがうようよしているはずである。新しい粛軍作業をやるべき時点を迎えている。韓国軍は、先日23冊の｢不穏書籍｣のリストを作成し、これらの本が軍部隊に入れないよう措置を取った、現役将校の軍法務官7人（陸軍6人、空軍1人）が軍の指揮権に露骨に反発して出た。絶対にあり得ない抗拒であり、軍はこれらに対して厳しく罰しないといけない。こういう人々は一日でも軍に身を置いてはいけない。｢対共｣機関は、彼らの思想的行為らに対して深層調査をしなければならない。彼らを庇護する左翼勢力も多くあるはずだ。これから｢パルチザン｣らの総体的な必死のあがきがあちこちから突出するだろう[10]。
- 金正日を｢委員長｣という呼称なしで名前だけで呼ばなければならない。憲法が規定した不法集団の首魁をどうして尊称を付けて呼ぶべきなのか。違法ではないか。｢委員長｣呼称は金大中の時に始まった。左翼政権との繋がりの遮断を試みるべきであり、金正日に対する呼称を変更することから始めるべきである[11]。
- 国家のスタンスや主張が食い違うことは珍しくないが韓日は経済連携や軍事連帯で互いに協力しなければならないことが山積みである。韓国社会に蔓延する反日ポピュリズムと、それに媚びた中国にすり寄っての日本軽視外交が韓国の国益を損なう愚行であるか朴槿恵大統領も国民もよく考えるべきだ。朴大統領は、中国と歩むことが韓国の安全保障の危険にさらすことを理解せず、政治家としての能力とバランス感覚があまりに欠如している[2]。

## 著作
- 「北朝鮮の「核」を読む」 三一書房 (1994.7) ISBN 4380942554
- 「北朝鮮 韓国からの極秘レポート」 ビジネス社 (1999.7) ISBN 4828408290
- 「北朝鮮と永久分断せよ」 徳間書店 (1999.8) ISBN 4198610517
- 「韓国号の沈没―韓国社会の深層分析」 芦書房 (2002.6) ISBN 4755611660
- 「元韓国陸軍大佐の反日への最後通告」崔鶴山ほか訳、ハート出版（2020.4）ISBN 978-4-8024-0092-3
- 「反日国家の野望―光州事件」松木国俊監訳、ハート出版（2023.3）ISBN 978-4-8024-0145-6